# إيفان روجاس
إيفان روجاس (بالإسبانية: Iván Rojas) (24 يوليو 1997 في كولومبيا - ) هو لاعب كرة قدم كولومبي في مركز الوسط. لعب مع نادي إنفيغادو.

## وصلات خارجية
- إيفان روجاس على موقع قاعدة بيانات كرة القدم.إي يو (الإنجليزية)
- إيفان روجاس على موقع Soccerway.com (الإنجليزية)
- إيفان روجاس على موقع AS.com (الإسبانية)